# Bekeš
Bekeš je priimek v Sloveniji, ki ga je po podatkih Statističnega urada Republike Slovenije na dan 1. januarja 2010 uporabljalo 6  oseb in je med vsemi priimki po pogostosti uporabe uvrščen na 23.591. mesto.

## Znani nosilci priimka
- Andrej Bekeš (*1949), matematik, jezikoslovec in prevajalec
- Peter Bekeš (1946–2015), pravnik in diplomat